# Ilse Sophie von Platen
Ilse Sophie von Platen (* 11. September 1731; † 16. Februar 1795 in Gantikow) war eine Hofdame der Mutter Friedrichs des Großen, Sophie Dorothea von Preußen. Theodor Fontane stellte Betrachtungen über ihren Charakter in der Schilderung des Lebens der Krautentochter in seinem Buch Fünf Schlösser. Die Krautentochter, Luise Charlotte Henriette von Kraut, entstammte der Ehe der Sophie von Platen mit dem Hofmarschall Carl Friedrich von Kraut.

## Leben
Im Dezember 1748 erhielt Sophie von Platen die Ernennung zur Hofdame der Königinmutter Sophie Dorothea von Preußen. Sie war die Nachfolgerin von Ilsabe Sophie Dorothea von Bredow, die am 25. Dezember 1748 den Grafen Gneomar Conrad Bogislav von Schwerin heiratete. Graf Lehndorff berichtete in seinem Tagebuch, die Prinzen August Wilhelm, Heinrich und Ferdinand von Preußen hätten sich für sie ausgesprochen.
Sophie von Platen, Platine genannt, war eine Schönheit und genoss deshalb viel Aufmerksamkeit. Als König Friedrich II. von Preußen zu Ehren seiner Schwester, der Markgräfin Wilhelmine von Bayreuth am 25. und 27. August 1750 in Berlin ein Carroussel veranstaltete, durfte daher Sophie von Platen gemeinsam mit der Hofdame Sophie von Pannwitz neben der Prinzessin Amalie von Preußen auf einem besonderen Podest Platz nehmen und nach dem Schauspiel an der Verleihung der Siegerpreise mitwirken.
Die anziehende Hofdame wurde von dem Maler Antoine Pesne zweimal gemalt. Im Jahr 1751 entstand das Bild mit dem Vogelkäfig. 1753 malte Pesne Sophie von Platen als Schäferin. Beide Porträts hängen heute in Schloss Rheinsberg. Von dem Bild mit dem Vogelkäfig wurden mindestens zwei Kopien angefertigt. Das eine hing zunächst in Schloss Molsdorf bei Erfurt, das dem Grafen Gotter gehörte, und ist heute in Schloss Friedenstein in Gotha zu sehen. Die zweite Kopie befindet sich in Großbritannien.
Anlässlich der Hochzeit des Prinzen Ferdinand mit Anna Elisabeth Luise von Brandenburg-Schwedt im Juni 1755 durfte Sophie gemeinsam mit den Hofdamen von Bredow, von Hofstädt und von Witzleben die Schleppe der Braut tragen.
Nachdem sich für Sophie von Platen, die keine nennenswerte Mitgift bekommen würde, ein besserer Ehemann nicht finden ließ, heiratete sie am 8. September 1756 in Berlin den Hofmarschall des Prinzen Heinrich, Carl Friedrich von Kraut. Die Hochzeitsfeierlichkeiten fanden in Schloss Monbijou in Gegenwart der Königinmutter Sophie Dorothea von Preußen und der Königin Elisabeth Christine statt. Nach den Tagebucheinträgen des Grafen Lehndorff ereignete sich im Winter 1757, als der König mit seinen Brüdern aus dem Siebenjährigen Krieg für einige Tage nach Berlin zurückkehrte, zwischen der Frau von Kraut und dem Prinzen August Wilhelm eine heftige Liebesaffäre. Jeder soll davon gewusst haben außer dem betrogenen Ehemann. Dabei vermutete Lehndorff allerdings, es habe dem Hofmarschall von Kraut vielleicht sogar geschmeichelt, einen Prinzen als Nebenbuhler zu haben.
Sophie musste im Siebenjährigen Krieg mehrfach mit den preußischen Königin, den Prinzessinnen und deren Höfen vor den anrückenden Österreichern und Russen fliehen, das erste Mal wegen des Überraschungsangriffs des österreichischen Generals Hadik Anfang Oktober 1757 in die Festung Spandau. Wenige Tage später reiste sie mit der großen Hofgesellschaft nach Magdeburg, wo die dortige starke Festung die Sicherheit der königlichen Familie gewährleisten sollte.
Im folgenden Jahr – man war inzwischen nach Berlin zurückgekehrt – brachte Sophie am 9. Mai 1758 ihr erstes Kind zur Welt. Der Sohn Christian Wilhelm Heinrich Ferdinand Aemilius erhielt in der Taufe am 24. Mai 1758 in der Nikolaikirche in Berlin die Namen seiner Paten, der Königin Elisabeth Christine, des Prinzen August Wilhelm, der Prinzessinnen Heinrich, Amalie und Ferdinand.
Im Dezember 1758 begann Sophie eine Affäre mit dem neu eingetroffenen niederländischen Gesandten in Berlin, Dirk Hubert von Verelst, die allgemeines Aufsehen erregte und die erboste Gesandtengemahlin veranlasste, in die Niederlande zurückzukehren.
Wegen der Kriegsgefahren befahl Friedrich II. seiner Familie und deren Höfen im Sommer 1759, erneut Zuflucht in der Festung Magdeburg zu nehmen. Im November ging die Erlaubnis zur Rückkehr nach Berlin ein, wo Sophie am 4. Dezember 1759 ihr zweites Kind zur Welt brachte, Carl Heinrich Friedrich. Fünf Tage später, am 9. Dezember 1759 starb ihr Erstgeborener. Auch der zweite Sohn lebte nur kurz, bis zum 7. März 1760.
Im März 1760 mussten die Höfe wiederum nach Magdeburg fliehen, doch blieb Sophie dieses Mal in Berlin, bis sie im Juli 1760 ihr Mann, mit dem sie kein gutes Verhältnis hatte, nach Magdeburg rief. Trotz der Auseinandersetzungen mit ihrem Mann wagte Sophie nicht, sich von ihm scheiden zu lassen, kehrte jedoch Anfang 1761 allein nach Berlin zurück. Am 24. Januar 1762 brachte sie dort ihre Tochter Charlotte zur Welt.
Nach Ende des Siebenjährigen Krieges erfolgte zwischen Sophie und ihren noch lebenden Geschwistern die Aufteilung des Erbes ihres 1760 verstorbenen Vaters. Diese war deshalb besonders schwierig, weil zum einen die Bewertung des Kaufpreises für das verkaufte Platen'sche Familiengut Stolpe vor dem Hintergrund der durch den König im Krieg veranlassten Münzverschlechterung gerichtlich festgestellt werden musste. Außerdem ging es um die Verrechnung zahlreicher Ausgaben aus ihrer Hofdamenzeit. 
Am 23. Dezember 1767 starb Sophies Ehemann, der Hofmarschall von Kraut im Alter von 64 Jahren an einer Rippenfellentzündung. In seinem Testament hatte er seine Witwe als Universalerbin eingesetzt, da seine Tochter Charlotte einst durch das Krautenerbe genug erben würde. Trotzdem kam es zu Diskussionen zwischen dem für das Vermögen der minderjährigen Tochter verantwortlichen Pupillenkollegium und Sophie.
Auch als Witwe nahm Sophie weiterhin am höfischen Leben teil. Ein freundschaftliches Verhältnis pflegte sie mit dem Prinzen Heinrich, der sich besonders zuvorkommend um das Wohlergehen der Frau und der Tochter seines verstorbenen Hofmarschalls kümmerte. So waren sie wochenlang Gast in Schloss Rheinsberg. Prinz Heinrich nahm Sophie im März 1767 in den von ihm gegründeten Orden Amathunt auf. Am 10. Oktober 1773 heiratete Sophie in Berlin den schon länger verwitweten niederländischen Gesandten Dirk Hubert von Verelst, den Friedrich II. wegen seiner Verdienste im Siebenjährigen Krieg und für die Ehestiftung zwischen der Prinzessin Wilhelmine von Preußen und Wilhelm V. von Oranien 1767 in den preußischen Grafenstand erhoben hatte. Doch starb der frischgebackene Ehemann bereits am 26. Januar 1764. Sophie zog sich tief betrübt in das Schloss Groß-Ziethen ihrer Freundin Wilhelmine von der Lütke zurück.
Nachdem ihr der König das angefochtene Wohnrecht im Bredow'schen Haus auf der Jägerbrücke in Berlin endgültig gesichert hatte, führte Sophie ihre Tochter Charlotte nun in die Gesellschaft ein. Beide nahmen an den exklusiven Gesellschaften des Prinzen Heinrich in dessen Palais unter den Linden teil.
Die Bemühungen des neu eingetroffenen und ziemlich schnell beim preußischen König in Ungnade gefallenen britischen Gesandten Hugh Elliot um ihre jugendliche Tochter Charlotte unterstützte Sophie. Sie fürchtete, dass das schöne Mädchen sonst auf Abwege geraten könne. Wegen der zu erwartenden Ablehnung der Heirat zwischen einer zukünftigen preußischen Erbin und dem unbeliebten Schotten heirateten Hugh Elliot und Charlotte im Juni 1780 zunächst heimlich. Als sich dann ein Kind ankündigte, holte Sophie die königliche Einwilligung ein, so dass das Paar am 5. November 1780, dieses Mal offiziell, in der Wohnung Sophies getraut werden durfte. Am 2. April 1781 wurde Sophies Enkelin Louise Isabella geboren. Als Hugh Elliot im Winter 1782 nach Kopenhagen versetzt wurde, blieb Sophie mit der Tochter Charlotte und der Enkelin Isabella in Berlin zurück. Den regelmäßigen Austausch mit ihrem Schwiegersohn setzte sie nun umso intensiver fort. Sie berichtete ihm darüber, wie gut sich seine Frau, ihre Tochter, benahm, dass sie entgegen seiner Vermutungen in seiner Abwesenheit nichts mit anderen Männern, insbesondere dem Kammerherrn Georg Anton Wilhelm von Knyphausen, dem schönen Knyphausen anfinge. Stattdessen beschwor sie ihn unaufhörlich, sich mit Charlotte zu verständigen, nicht seinen Jähzorn an ihr auszulassen, damit die junge Frau sich endlich bereit fand, ihrem Mann nach Kopenhagen zu folgen. Der eifersüchtige Elliot, erzürnt durch Berichte des spionierenden schottischen Leibarztes des Königs, William Baylies, tobte jedoch in seinen Briefen weiter und drohte sogleich mit Scheidung. Sophie war entsetzt über diese Entwicklung, die Schande über ihre Tochter bringen würde, und drang immer wieder auf Verständigung zwischen den zerstrittenen Ehepartnern. Als Elliot in einer spontanen Aktion heimlich nach Berlin kam, dort sowohl seine Tochter entführte als auch seine und die Briefe Knyphausens aus dem Schreibtisch seiner abwesenden Frau entwendete, hatte auch Sophie kein Verständnis mehr für ihren impulsiven und unberechenbaren Schwiegersohn. Sie reiste mit der geschockten Charlotte nach Hoppenrade und kommentierte von dort in ihren Briefen das weitere Vorgehen Elliots. Weil sie sich immer noch mit ihrem Schwiegersohn austauschte, kam es zum Bruch mit ihrer Tochter, die schließlich von Elliot geschieden wurde und daraufhin Herrn von Knyphausen heiratete.
Über dem Kummer wegen ihrer Tochter und dem Verlust der geliebten Enkelin Isabella erkrankte Sophie Anfang 1784 schwer. Wegen der angegriffenen Lungen erlaubte ihr Prinz Heinrich sogar, im Juli 1784 eine Wohnung in seinem Palais Unter den Linden mit Gartenzugang zu beziehen. Dort blieb sie allerdings wegen des schlechten Wetters nicht lange.
In den folgenden Jahren schlief die Korrespondenz mit ihrem früheren Schwiegersohn Elliot ein. Für die neugeborenen Enkelkinder aus der Ehe ihrer Tochter Charlotte mit Knyphausen interessierte Sophie sich nicht. Ihre Enkelin Isabella, die von ihrem Vater nach einiger Zeit aus Kopenhagen fort nach England geschickt worden war, sollte Sophie nie mehr wiedersehen.
Die Gräfin Sophie von Verelst starb am 16. Februar 1795 in Gantikow, auf dem Gut ihres Bruders, an Schwindsucht und Entkräftung und wurde in der dortigen Kirche beigesetzt. Ihre Tochter Charlotte hatte sie zu ihrer Universalerbin eingesetzt.

## Familie
Ilse Sophie von Platen ist eine direkte Nachfahrin des Hartwig von Platen. Sie stammte aus dem Hause Gantikow der Familie von Platen. Ihre Eltern waren der Gutsherr zu Stolpe und Glienicke, nachmals Major, Heinrich Carl von Platen, dänischer Oberstleutnant, und Johanna Helene, geborene von Larisch-Groß-Nimsdorff-Bischdorf.
Sophie von Platen heiratete zwei Mal:
1. ⚭ 8. September 1756 in Berlin Carl Friedrich von Kraut (1703–1767)
2. ⚭ 10. Oktober 1773 in Berlin Graf Dirk Hubert von Verelst (1717–1774)

Kinder aus der ersten Ehe waren:
1. Christian Wilhelm Heinrich Ferdinand Aemilius (1758–1759)
2. Carl Heinrich Friedrich (1759–1760)
3. Luise Charlotte Henriette (1762–1819)